# كولن غرينجر
كولن غرينجر (بالإنجليزية: Colin Grainger)‏ (10 يونيو 1933 بإنجلترا في المملكة المتحدة - 20 يونيو 2022) هو لاعب كرة قدم بريطاني في مركز الهجوم. شارك مع منتخب إنجلترا لكرة القدم. أما مع النوادي، فقد لعب مع بورت فايل وشيفيلد يونايتد وليدز يونايتد وماكليسفيلد تاون ونادي دونكاستر روفرز ونادي ريكسهام ونادي سندرلاند.

## وصلات خارجية
- كولن غرينجر على موقع قاعدة بيانات كرة القدم.إي يو (الإنجليزية)
- كولن غرينجر على موقع ناشيونال فوتبول تيمز (الإنجليزية)